# Mancoa hispida
Mancoa hispida är en korsblommig växtart som beskrevs av Hugh Algernon Weddell. Mancoa hispida ingår i släktet Mancoa och familjen korsblommiga växter. Inga underarter finns listade i Catalogue of Life.